# Zek

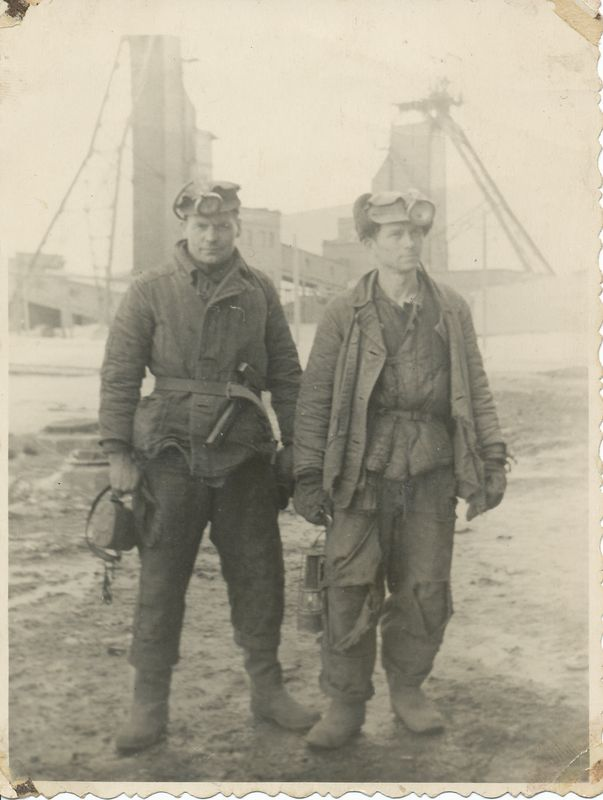
Dwaj zekowie osadzeni w Intłagu, 1955 r.

Zek – wywodzące się z socjolektu łagrowego ogólne określenie na więźnia systemu Gułagu w ZSRR. Nazwa pochodzi od skrótu z/k stosowanego w państwowych dokumentach oznaczającego osobę uwięzioną.

## Podział
Zeków ze względu na powód osadzenia podzielić można na przestępców kryminalnych, wśród których wykształciła się subkultura urków, oraz politycznych, czyli osadzonych za przestępstwa kontrrewolucyjne.
Osobną kategorię zeków, cieszących się lepszą pozycją w obozowej hierarchii, stanowili pridurkowie, czyli więźniowie, którzy nie zostali przydzieleni do pracy fizycznej poza obrębem zony np. kucharze i lekarze obozowi.
Najniższy szczebel hierarchii zajmowali wycieńczeni fizycznie zekowie znajdujący się na granicy śmierci zwani dochodiagami.